# Кулагер (хоккейный клуб)
«Кулагер» (каз. Qulager) — казахстанский хоккейный клуб из Петропавловска, выступающий в Открытом чемпионате Казахстана Pro Hokei Ligasy.

## История
ТОО «Хоккейный клуб Кулагер» из Петропавловска официально было образовано 13 мая 2015 по инициативе акима Северо-Казахстанской области Ерика Хамзиновича Султанова.
Сезон 2015/16

Летом 2015 года клуб стал обладателем Кубка Победы, который проходил с 6 по 10 августа в Кокшетау. В Кубке, одержав две победы в четырех матчах группового этапа, команда, не смогла выйти в финальную часть турнира.
В сентябре 2015 года «Кулагер» стартовал в открытом чемпионате Республики Казахстан. В конце октября в Петропавловске состоялось открытие Дворца спорта, где стала выступать команда. По итогам регулярного чемпионата «Кулагер» занял третье место. На стадии 1/4 финала в трёх матчах был обыгран фарм-клуб карагандинской «Сарыарки» «Темиртау». В полуфинале «Кулагер» уступил двукратному чемпиону Казахстана «Бейбарысу» Атырау. В итоге клуб завоевал бронзовые медали чемпионата.
Сезон 2016/17

Летом 2016 года «Кулагер» в Кубке Казахстана одержал четыре победы подряд и уступил в финале павлодарскому «Иртышу».
На протяжении регулярного чемпионата «Кулагер» находился в середине турнирной таблицы и заняла в итоге пятое место. В 1/4 финала в пяти матчах уступил «Иртышу».
Защитник Александр Нурек в составе студенческой сборной республики стал серебряным призёром всемирной зимней Универсиады, проходившей в Алма-Ате. Нападающие Максим Волков и Ильгиз Нуриев в составе национальной сборной Казахстана стали победителями турнира на Азиатских играх в Саппоро.
Сезон 2017/18

В финале Кубка Казахстана «Кулагер» в овертайме обыграл «Бейбарыс».
По итогам регулярного чемпионата «Кулагер» занял третье место, пропустив вперед только действующего чемпиона страны «Номад» из Астаны и кокшетауский «Арлан». На стадии 1/4 финала клуб в семи матчах уступил «Бейбарысу»
Станислав Логинов, который перешёл в «Кулагер» по ходу сезона из «Астаны», стал лучшим бомбардиром ОЧРК.
Сезон 2018/19

По итогам регулярного чемпионата «Кулагер» занял шестое место. В четвертьфинале клуб обыграл в семи матчах «Иртыш», в полуфинале проиграл «Бейбарысу».
Сезон 2019/20

В финале Кубка Казахстана «Кулагер» «Алтай — Торпедо» Усть-Каменогорск 3:2.
В регулярном чемпионате «Кулагер» занял 6 место. Серия 1/4 плей-офф с командой «Алматы» была досрочно завершена из-за пандемии COVID-19 при счёте 3:2 в серии в пользу алматинцев.
Сезон 2020/21

Сезон команда завершила на 7 месте, проиграв в плей-офф «Сарыарке» все 4 матча серии. В Кубке Казахстана команда заняла 2 место в группе и не вышла в финальную стадию.
Сезон 2021/22

Команду возглавил латвийский специалист Александр Белявский. В Кубке Казахстана клуб одержал всего одну победу. В регулярном чемпионате команда заняла 7-е место, в 1/4 плей-офф проиграла "Арлану" 4-0 в серии.
Сезон 2022/23

Команду возглавил Владимир Капуловский. В Кубке команда из группы не вышла. Регулярный чемпионат команда закончила на 8-м месте, в 1/4 плей-офф проиграла Сарыарке 4-0 в серии. Молодежный состав возглавляемый Ильгизом Нуриевым впервые в своей истории завоевал серебро Жастар хоккей лигасы.
Сезон 2023/24
 
Команду возглавил в прошлом ее бессменный капитан Ильгиз Нуриев. В Кубке команда из группы не вышла. В чемпионате зафиксирован худший результат с момента основания - 9-е место и не попадание в плей-офф. За неудовлетворительные результаты в отставку отправлен тренерский штаб и руководство клуба. 
Молодежный состав возглавляемый Максимом Первухиным вышел в плей-офф с 8-го места, где проиграл в 1/4 лидеру регулярного чемпионата "Жас Батыру" со счетом 4-0 в серии.
Сезон 2024/25
Под руководством нового главного тренера Артема Аргокова "Кулагер" занял первое место в группе, и впервые за пять лет вышел в полуфинал Кубка Казахстана. В чемпионате стартовали удачно, но затем начался спад и должность главного тренера занял Александр Истомин. Но остановить спад не удалось - команда закончила регулярный чемпионат на 10-м месте и в плей-офф не вышла. Молодежный состав также в плей-офф не вышел.
Сезон 2025/26
По окончании сезона 2024/25 команду возглавил Андрей Спиридонов.

## Достижения
Чемпионат Казахстана
- Бронза ОЧРК (2): 2015/2016, 2018/2019

Кубок Казахстана
- Обладатель (2): 2016, 2017
- Финалист (1): 2019